# Bernard Consten
Bernard Consten (ur. 5 kwietnia 1932 w Courbevoie, zm. 22 lipca 2017 w Le Cannet) – francuski kierowca wyścigowy i rajdowy.

## Kariera
W wyścigach samochodowych Consten poświęcił się głównie startom zaliczanym do klasyfikacji Mistrzostw Świata Samochodów Sportowych. W latach 1957–1959, 1961–1962 Francuz pojawiał się w stawce 24-godzinnego wyścigu Le Mans. W pierwszym sezonie startów nie dojechał do mety. Dwa lata później stanął na drugim stopniu podium w klasie GT 750, a w klasyfikacji generalnej był jedenasty. W sezonie 1962 odniósł zwycięstwo w klasie E 1.15.